# Plaza del Callao
La plaza del Callao è una piazza di Madrid, che si trova nel quartiere Sol del distretto del Centro. Si trova alla fine della calle del Carmen e divide in due parti la calle Preciados, oltre a dare inizio alla terza parte della Gran Via, che finisce nella plaza de España. La plaza del Callao, come il secondo ramo della Gran Via, è stata costruita tra il 1917 e il 1922, anche se la conclusione definitiva dei lavori risale al 1927.

## Storia

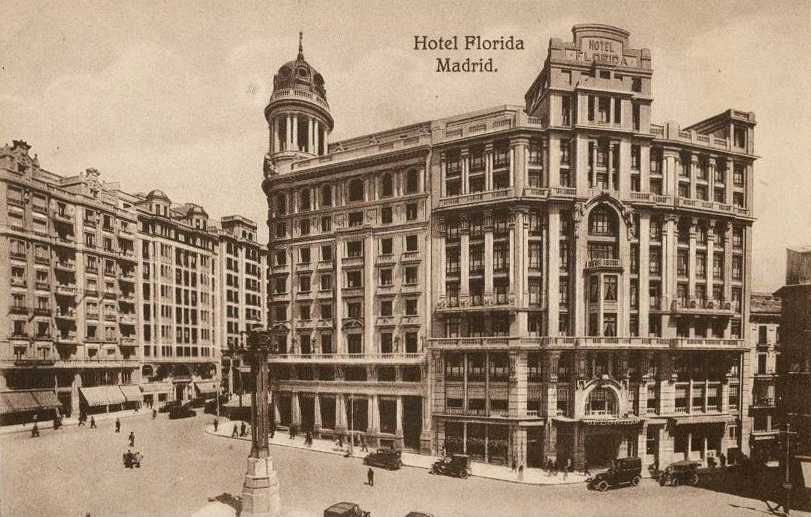
L'ex Hotel Florida

L'idea della piazza esisteva già prima della grande riforma che ha avviato la costruzione della Gran Via nel 1910, e lo spazio individuato era compreso nell'arrabal de San Martín. Il suo nome deriva dalla quello della battaglia di Callao. Era una piccola piazza che si incontrava nella calle Preciados con calle de Jacometrezo (prima della riforma questa via confluiva nella red de San Luís).
All'inizio dei lavori della Gran Via il 4 febbraio del 1917, la superficie della piazza iniziò ad aumentare raggiungendo un'area molto simile a quella odierna. I primi progetti della riforma delle città comprendevano un tratto della calle Preciados, permettendo così una maggiore capacità viaria verso la Puerta del Sol ma questo progetto non venne più realizzato. 

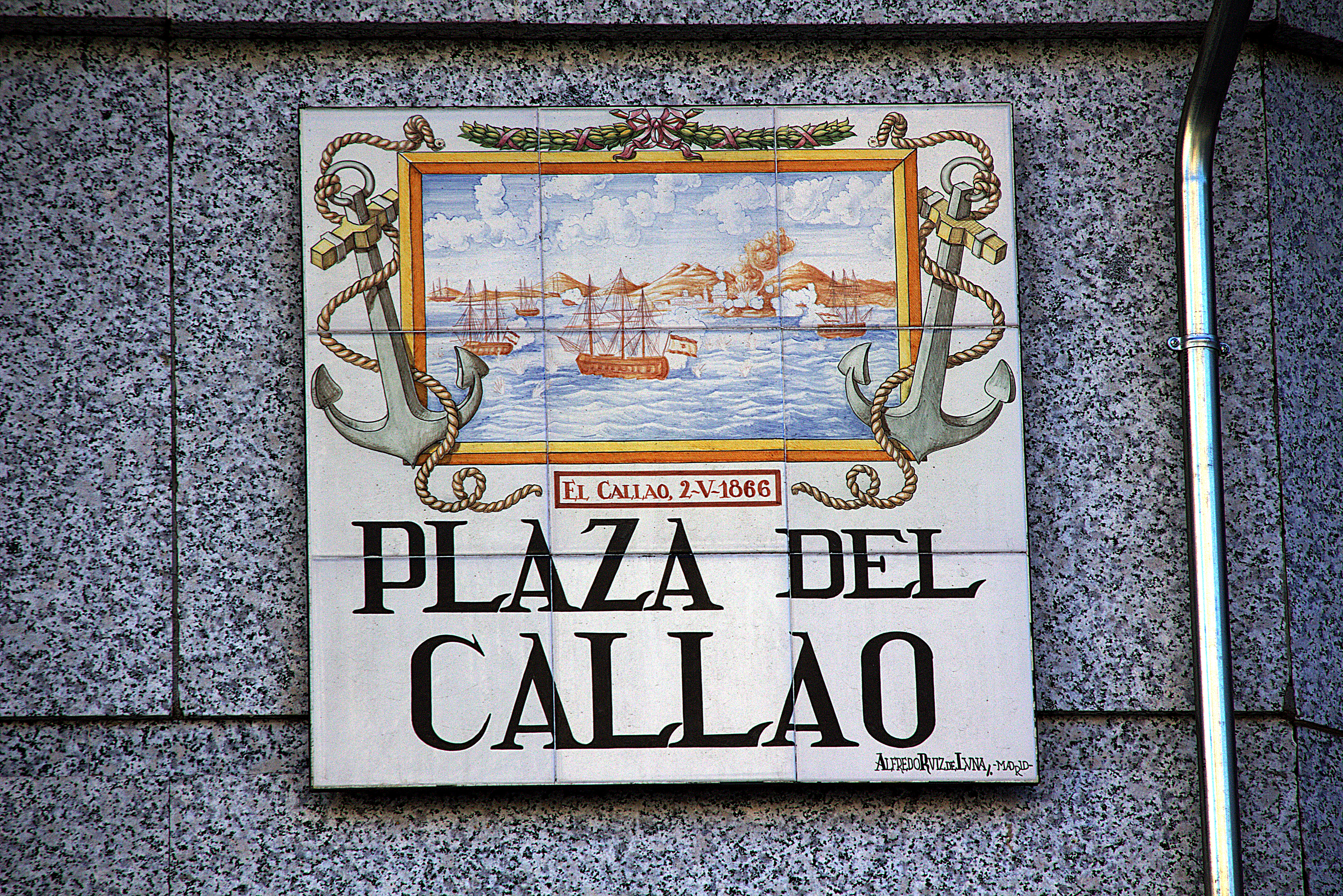
Placca della piazza

Nel 1939, dopo la Guerra Civile l'imprenditore Antonio Rodilla avviò la sua attività nella piazza aprendo un piccolo negozio nella piazza. Nel 1952 stabilisce a sud della Plaza i magazzini di Galerías Preciados, essendo il suo promotore l'industriale Pepín Fernández, occupando il suolo dell'edificio demolito dell'Hotel Florida (opera di Antonio Palacios). Dopo l'inaugurazione nel primo luglio del 1960, la piazza ha assunto l'aspetto attuale. Alla fine del 2009 e all'inizio del 2010 viene ristrutturata tutta la piazza e la vicina calle de Jacometrezo si accomoda per il traffico di autobus che anteriormente offriva nella piazza.
Attualmente, la piazza viene attraversata da 113 milioni di persone ogni anno, con uno spazio che conterrebbe circa 10 000 persone e ha un traffico giornaliero su ruote di circa 51 000 veicoli.

## Edifici

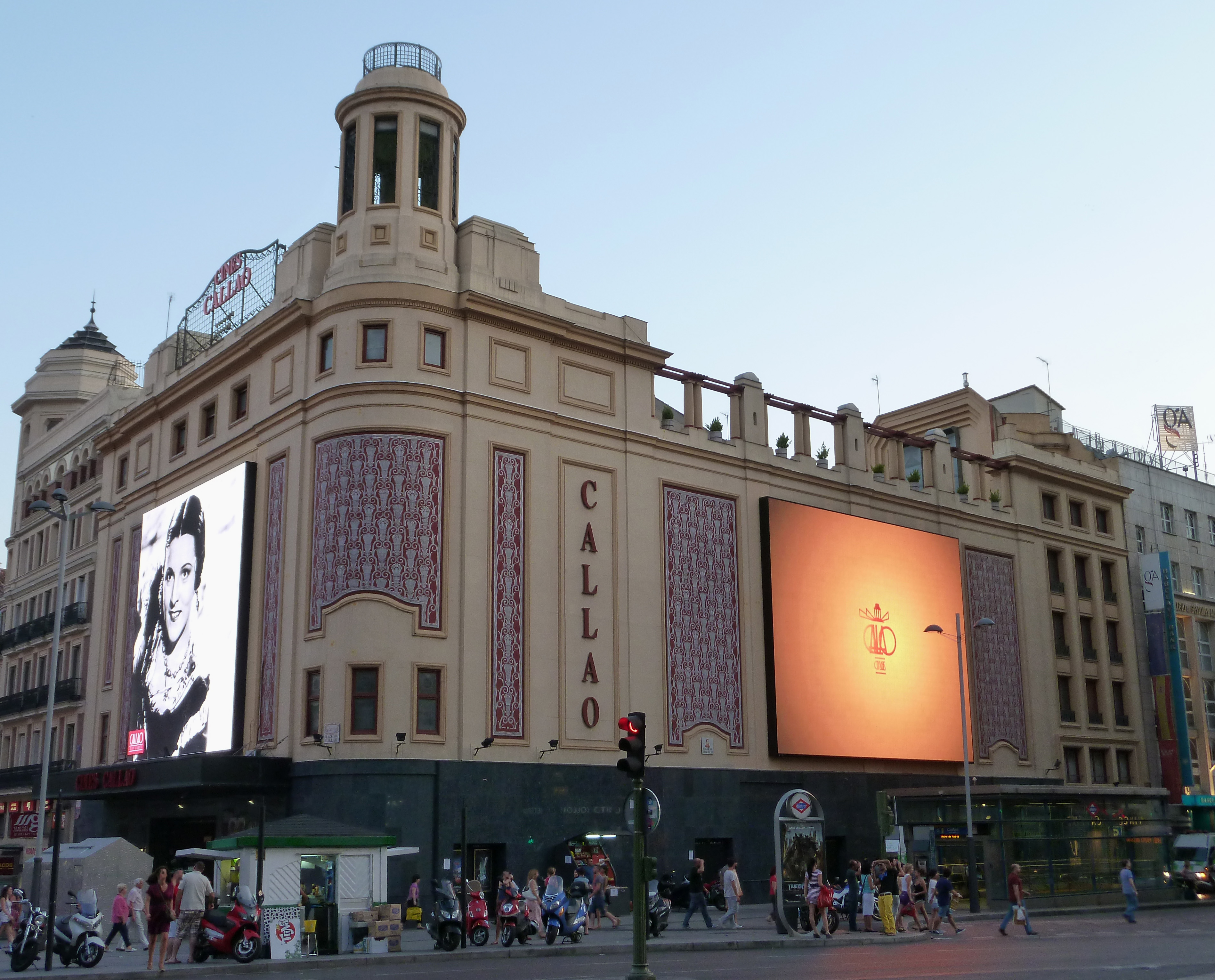
Cine Callao

Nella piazza si trovano vari edifici singolari, alcuni di loro considerati come dei veri e propri grattacieli tanto da rientrare tra gli edifici più alti di Madrid all'epoca della loro costruzione:
- Edificio Carrión, costruito nel 1933 da Luis Martínez-Feduchi e Vicente Eced y Eced, è stato con i suoi 14 piani uno degli edifici più alti della sua epoca a Madrid.
- Palacio de la Prensa, costruito nel 1928 da Pedro Muguruza.
- Edificio La Adriática, progettato dall'architetto Luis Sainz des Terreros Gómez nel 1926.
- Edificio Fnac (antiche Galerías Preciados), costruito nel dopoguerra e progettato dall'architetto Luis Gutiérrez Soto.[4] Cinque piani del palazzo sono occupati dalla catena Fnac.
- Cine Callao, costruito nel 1927 da Luis Gutiérrez Soto.

## Vie
In questa famosa piazza confluiscono:
- Ad ovest la calle de Jacometrezo; tra questa e la Gran Via si trova l'Edificio Carrión.
- A est e a sud-est la calle Preciados. Questa via, molto famosa nella città, ospita situate numerosi negozi di moda, nonché un grande centro commerciale del gruppo El Corte Inglés e viene considerata come la via commerciale più cara della Spagna ed occupa il dodicesimo posto nella classifica mondiale delle vie con l'affitto più alto.[5]
- A sud la calle Postigo de San Martín, che continua fino al calle del Arenal e al calle Mayor.
- A sud-est, paralela al calle Preciados, si trova la calle de Carmen, anch'essa famosa e con una grande attività commerciale.
- A nord-est e a est, si trova la Gran Via, creata agli inizi del XX secolo per mettere in comunicazione i quartieri a ovest e ad est della città. In questa via, la plaza del Callao è situata nel mezzo e divide la Grande Via in due zone:
  - Red de San Luis-Plaza del Callao
  - Plaza del Callao-Plaza de España.

## Trasporti

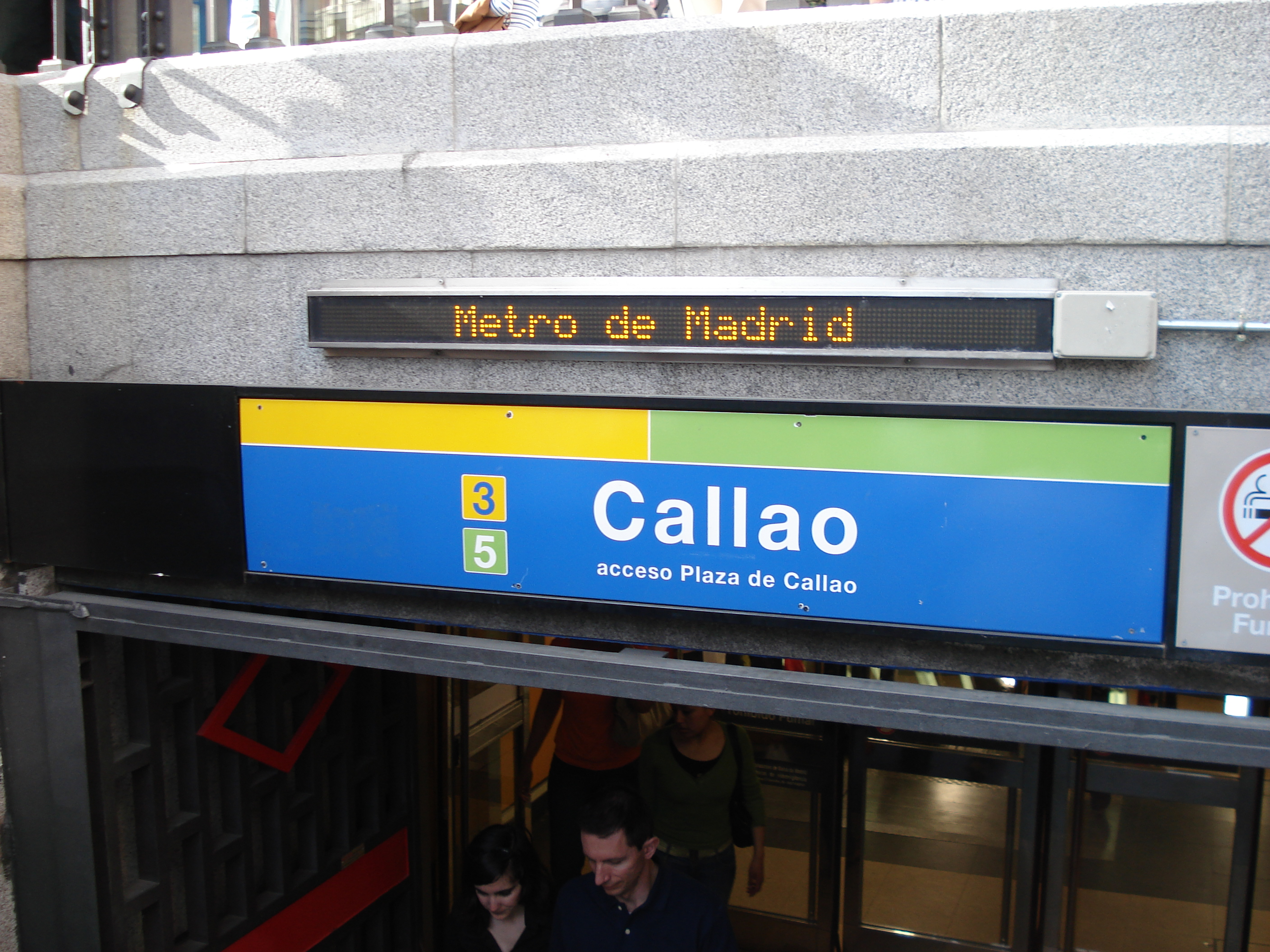
Stazione metropolitana di Callao della linea 5 della metropolitana di Madrid. Uno dei suoi accessi ha un passaggio che conduce direttamente all'edificio commerciale situato nella piazza.

### Metropolitana di Madrid
In questa piazza è situata la stazione di Callao delle linee 3 e 5 della metropolitana di Madrid. La prima viene da Moncloa e arriva a Villaverde Alto, passando per la stazione del Sol, la seconda va da Alameda di Osuna fino a Casa di Campo, ad ovest della città.